# 위메이드커넥트
주식회사 위메이드커넥트(영어: Wemade Connect)는 경기도 성남시에 본사를 둔 비디오 게임 기업이자 위메이드의 자회사이다.

## 역시 및 현황
2007년 5월 21일에 플레로게임즈라는 법인으로 설립되었으며 2021년 12월에 위메이드커넥트로 상호를 변경하였다.

## 주요 게임

### 서비스 중
- 고양이 섬의 비밀
- 당신에게 고양이가
- 두근두근 레스토랑
- 바이킹 아일랜드
- 로스트 소드
- 미르의 전설2: 기연
- 어비스리움
- 에브리타운
- 용녀와 모험대행단